# Xã Hangaard, Quận Clearwater, Minnesota
Xã Hangaard (tiếng Anh: Hangaard Township) là một xã thuộc quận Clearwater, tiểu bang Minnesota, Hoa Kỳ. Năm 2010, dân số của xã này là 5 người.